# Емілія Фокс
Емілія Роуз Елізабет Фокс (англ. Emilia Rose Elizabeth Fox; нар. 31 липня 1974, Лондон) — британська акторка театру, кіно та телебачення.

## Життєпис
Народилась 31 липня 1974 року у Лондоні в родині акторів Едварда Фокса та Джоанни Девід. Її дядьки — актор Джеймс Фокс та продюсер Роберт Фокс. Її молодший брат Фредді Фокс також актор, — як і двоюрідні брати Лоуренс і Джек, та двоюрідна сестра Лідія. Навчалась у Брайтонській школі в Дорсеті та у Коледжі Святої Катерини в Оксфорді.
Її кар'єра на телебаченні розпочалась 1995 року з невеликої ролі у серіалі «Гордість і упередження», де вона зіграла Джорджіану Дарсі. Потім була головна роль в успішному телефільмі «Ребекка» (1997) за романом Дафни дю Мор'є, де її партнерами стали Чарльз Денс, Діана Рігг та Фей Данавей (її мати зіграла головну роль в екранізації цього ж твору у 1979 році). Паралельно продовжувала працювати в театрі, 1998 року брала участь у Чичестерському театральному фестивалі.
2000 року отримала роль в серіалі «Ренделл та Горкік», де зіграла в 11 епізодах. 2003 року знялася у фільмі «Країна кохання», в якому роль батька її героїні виконав її реальний батько Едвард Фокс. Потім були успішні ролі у міні-серіалах «Генріх VIII», де вона зіграла Джейн Сеймур, та «Змова проти корони», де вона виконала роль леді Маргарет. Також успішною була роль Ніккі Александер у серіалі «Мовчазний свідок», де акторка зіграла у 192 епізодах протягом 20 років.

## Особисте життя
У липні 2005 року Фокс вступила у шлюб з актором Джаредом Гаррісом. У січні 2009 року Гарріс подав на розлучення, яке було завершено у червні 2010 року.
Із 2010 по 2011 роки акторка перебувала у стосунках з актором Джеремі Гіллі, від якого вона в листопаді 2010 року народила дочку Роуз.

## Вибрана фільмографія
| Рік       |    | Українська назва                         | Оригінальна назва                           | Роль                   |
| --------- | -- | ---------------------------------------- | ------------------------------------------- | ---------------------- |
| 1995      | с  | Гордість і упередження                   | Pride and Prejudice                         | Джорджіана Дарсі       |
| 1997      | тф | Ребекка                                  | Rebecca                                     | друга місіс де Вінтер  |
| 1997      | ф  | Яскраве волосся                          | Bright Hair                                 | Енн Девеніш            |
| 1997      | ф  | Спокуса Франца Шуберта                   | The Temptation of Franz Schubert            | Кароліна фон Естергазі |
| 1998      | ф  | Мерехтіння                               | Blink                                       | Ніккі                  |
| 1999      | ф  | Девід Коперфілд                          | David Copperfield                           | Клара Коперфілд        |
| 1999      | тф | Червоний первоцвіт                       | The Scarlet Pimpernel                       | Міннет Ролан           |
| 2002      | ф  | Піаніст                                  | The Pianist                                 | Дорота                 |
| 2002      | ф  | Сабіна                                   | Prendimi l'anima                            | Сабіна Шпільрейн       |
| 2003      | ф  | Три сліпі миші                           | 3 Blind Mice                                | Клер Блідж             |
| 2003      | ф  | Країна кохання                           | Republic of Love                            | Фей                    |
| 2003      | с  | Генріх VIII                              | Henry VIII                                  | Джейн Сеймур           |
| 2003      | с  | Єлена Троянська                          | Helen of Troy                               | Кассандра              |
| 2004      | с  | Змова проти корони                       | Gunpowder, Treason & Plot                   | леді Маргарет          |
| 2004      | ф  | Життя і смерть Пітера Селлерса           | The Life and Death of Peter Sellers         | Лінн Фредерік          |
| 2004—2024 | с  | Мовчазний свідок                         | Silent Witness                              | Ніккі Александер       |
| 2005      | с  | Королева-діва                            | The Virgin Queen                            | Емі Дадлі              |
| 2005      | ф  | Тигр і сніг                              | La Tigre e la neve                          | Ненсі                  |
| 2006      | ф  | Повернення                               | Cashback                                    | Шерон Пінті            |
| 2006      | с  | Міс Марпл Агати Крісті: Перст провидіння | Agatha Christie's Marple: The Moving Finger | Джоанна Бартон         |
| 2007      | ф  | Балетні туфельки                         | Ballet Shoes                                | Сільвія Браун          |
| 2008      | ф  | Спогади невдахи                          | Flashback of a Fool                         | сестра Джейн           |
| 2009      | ф  | Доріан Грей                              | Dorian Gray                                 | леді Вікторія Воттон   |
| 2009—2011 | с  | Пригоди Мерліна                          | Merlin                                      | Моргауза               |
| 2012      | ф  | На межі сумніву                          | Suspension of Disbelief                     | Клер Джонс             |
| 2012      | с  | Вгору та вниз сходами                    | Upstairs Downstairs                         | леді Порція Елресфорд  |
| 2014      | ф  | Гіркі жнива                              | Bitter Harvest                              | Надя                   |
| 2018      | с  | У дев'ятому номері                       | Inside №9                                   | Наташа                 |
| 2020      | ф  | Колишня з того світу                     | Blithe Spirit                               | Віолетта Бредмен       |

## Нагороди
- 2003 — Flaiano Film Festival, найкраща акторка («Сабіна»).